# Hadena ruetimeyeri
Hadena ruetimeyeri är en fjärilsart som beskrevs av Charles Boursin 1951. Hadena ruetimeyeri ingår i släktet Hadena och familjen nattflyn. Inga underarter finns listade i Catalogue of Life.